# Ника (кинопремия, 2010)
23-я церемония вручения наград национальной кинематографической премии «Ника» за 2009 год состоялась 31 марта 2010 года в Московской оперетте. Лауреаты специальных наград и номинанты в состязательных категориях были объявлены на пресс-конференции 4 марта 2010 года.
Также на пресс-конференции были объявлены лауреаты премии за лучшую мужскую роль, определённые по результатам 1-го тура голосования и набравшие наибольшее количество голосов. Советом Академии впервые было принято решение не проводить дальнейшее голосование в номинации и присудить две «Ники»: Владимиру Ильину за работу в фильме «Палата № 6» и Олегу Янковскому (посмертно) по совокупности ролей в фильмах «Анна Каренина» и «Царь».

## Специальные награды
- Специальный приз Совета Академии «За выдающийся вклад в российский кинематограф» был вручён известному во всём мире российскому художнику-мультипликатору, Народному артисту РФ — Юрию Борисовичу Норштейну
- Лауреатом этого года в номинации «Честь и достоинство» стала Народная артистка СССР — Людмила Марковна Гурченко.
- Специальный приз Совета Академии «За творческие достижения в искусстве телевизионного кинематографа» вручён режиссёру Олегу Дорману за фильм «Подстрочник».

## Список лауреатов и номинантов
• Победители указаны первыми и выделены отдельным цветом. 
| Категории                                                                                                 | Лауреаты и номинанты |
| --- | --- |
| Лучший игровой фильм                                                                                      | • Полторы комнаты, или Сентиментальное путешествие на родину (режиссёр и продюсер: Андрей Хржановский, продюсер: Артём Васильев) школа-студия анимационного кино «ШАР»                  |
| Лучший игровой фильм                                                                                      | • Волчок (режиссёр: Василий Сигарев, продюсеры: Роман Борисевич, Рубен Дишдишян) |
| Лучший игровой фильм                                                                                      | • Палата № 6 (режиссёр и продюсер: Карен Шахназаров) |
| Лучший игровой фильм                                                                                      | • Петя по дороге в Царствие Небесное (режиссёр: Николай Досталь, продюсер: Фёдор Попов)                                                                                                 |
| Лучший игровой фильм                                                                                      | • Царь (режиссёр и продюсер: Павел Лунгин) |
| Лучший фильм стран СНГ и Балтии                                                                           | • Мелодия для шарманки ( Украина, режиссёр: Кира Муратова, продюсер: Олег Кохан) |
| Лучший фильм стран СНГ и Балтии                                                                           | • 40-я дверь ( Азербайджан, режиссёр: Эльчин Мусаоглу, продюсеры: Хагани Гашимов, Эльчин Мусаоглу)                                                                                      |
| Лучший фильм стран СНГ и Балтии                                                                           | • Другой берег ( Грузия, Казахстан, режиссёр: Георгий Овашвили, продюсеры: Георгий Овашвили, Саин Габдуллин)                                                                            |
| Лучший фильм стран СНГ и Балтии                                                                           | • Омут ( Литва, режиссёр: Гитис Лукшас, продюсеры: Кестутис Пятрулис, Арунас Стошкус)                                                                                                   |
| Лучший фильм стран СНГ и Балтии                                                                           | • Семья (Песнь южных морей) ( Казахстан, Россия, Германия, Франция, режиссёр: Марат Сарулу, продюсеры: Саин Габдуллин, Юрий Обухов, Карстен Штётер, Бенджамин Дрехсель, Гийом Де Сиель) |
| Лучший неигровой фильм                                                                                    | • Рерберг и Тарковский. Обратная сторона «Сталкера» (режиссёр: Игорь Майборода) студия «МД Проджект»                                                                                    |
| Лучший неигровой фильм                                                                                    | • Вдвоём (режиссёр: Павел Костомаров) |
| Лучший неигровой фильм                                                                                    | • Глубинка 35х45 (режиссёр: Евгений Соломин) |
| Лучший анимационный фильм                                                                                 | • Очумелов (режиссёр: Алексей Дёмин) киновидеостудия «Анимос» |
| Лучший анимационный фильм                                                                                 | • Козья хатка (проект «Гора самоцветов») (режиссёры: Марина Карпова и Эдуард Назаров)                                                                                                   |
| Лучший анимационный фильм                                                                                 | • Солдатская песня (проект «Гора самоцветов») (режиссёр: Елена Чернова) |
| Лучшая режиссёрская работа                                                                                | • Андрей Хржановский за фильм «Полторы комнаты, или Сентиментальное путешествие на родину»                                                                                              |
| Лучшая режиссёрская работа                                                                                | • Николай Досталь — «Петя по дороге в Царствие Небесное» |
| Лучшая режиссёрская работа                                                                                | • Алексей Мизгирёв — «Бубен, барабан» |
| Лучшая режиссёрская работа                                                                                | • Карен Шахназаров — «Палата № 6» |
| Лучшая мужская роль                                                                                       | • Владимир Ильин — «Палата № 6» (за роль доктора Андрея Ефимовича Рагина) |
| Лучшая мужская роль                                                                                       | • Олег Янковский (посмертно) — по совокупности ролей в фильмах «Анна Каренина» и «Царь»                                                                                                 |
| Лучшая женская роль                                                                                       | |
| • Светлана Крючкова — «Похороните меня за плинтусом» (за роль Нины Антоновны)                             | |
| • Наталья Негода — «Бубен, барабан» (за роль Екатерины Артёмовны)                                         | |
| • Алиса Фрейндлих — «Полторы комнаты, или Сентиментальное путешествие на родину» (за роль мамы Бродского) | |
| Лучшая мужская роль второго плана                                                                         | • Сергей Дрейден — «Сумасшедшая помощь» (за роль инженера) |
| Лучшая мужская роль второго плана                                                                         | • Роман Мадянов — «Петя по дороге в Царствие Небесное» (за роль полковника Богуславского)                                                                                               |
| Лучшая мужская роль второго плана                                                                         | • Максим Суханов — «Человек, который знал всё» (за роль Николая Шимкевича) |
| Лучшая женская роль второго плана                                                                         | |
| • Мария Шукшина — «Похороните меня за плинтусом» (за роль Ольги)                                          | |
| • Полина Кутепова — «Чудо» (за роль Наташи Артемьевой)                                                    | |
| • Анна Михалкова — «Сумасшедшая помощь» (за роль дочки)                                                   | |
| • Евгения Симонова — «Событие» (за роль Антонины Павловны Опояшиной)                                      | |
| Лучшая сценарная работа                                                                                   | • Юрий Арабов и Андрей Хржановский — «Полторы комнаты, или Сентиментальное путешествие на родину»                                                                                       |
| Лучшая сценарная работа                                                                                   | • Александр Миндадзе — «Миннесота» |
| Лучшая сценарная работа                                                                                   | • Александр Родионов при участии Бориса Хлебникова — «Сумасшедшая помощь» |
| Лучшая музыка к фильму                                                                                    | • Алексей Шелыгин — «Петя по дороге в Царствие Небесное» |
| Лучшая музыка к фильму                                                                                    | • Эдуард Артемьев — «Какраки» |
| Лучшая музыка к фильму                                                                                    | • Олег Костров, Андрей Самсонов, Айдар Гайнуллин и Виталий Лапин — «Кислород» |
| Лучшая музыка к фильму                                                                                    | • Анна Соловьёва, Сергей Шнуров и Игорь Райхельсон — «2-Асса-2» |
| Лучшая операторская работа                                                                                | • Алексей Арсентьев — «Волчок» |
| Лучшая операторская работа                                                                                | • Сергей Мачильский — «Человек, который знал всё» |
| Лучшая операторская работа                                                                                | • Алишер Хамидходжаев — «Сказка про темноту» |
| Лучшая работа звукорежиссёра                                                                              | • Владимир Горлов — «Фонограмма страсти» |
| Лучшая работа звукорежиссёра                                                                              | • Максим Беловолов — «Сумасшедшая помощь» |
| Лучшая работа звукорежиссёра                                                                              | • Пётр Малафеев, Екатерина Попова — «Полторы комнаты, или Сентиментальное путешествие на родину»                                                                                        |
| Лучшая работа художника                                                                                   | • Сергей Иванов — «Царь» |
| Лучшая работа художника                                                                                   | • Марина Азизян — «Полторы комнаты, или Сентиментальное путешествие на родину» |
| Лучшая работа художника                                                                                   | • Александр Борисов, Сергей Иванов — «Анна Каренина» |
| Лучшая работа художника по костюмам                                                                       | • Наталья Дзюбенко — «Анна Каренина» |
| Лучшая работа художника по костюмам                                                                       | • Наталья Дзюбенко и Екатерина Дыминская — «Царь» |
| Лучшая работа художника по костюмам                                                                       | • Екатерина Шапкайц — «Тарас Бульба» |
| Открытие года                                                                                             | • Павел Бардин (режиссёр) — «Россия 88» |
| Открытие года                                                                                             | • Егор Павлов (мужская роль) — «Петя по дороге в Царствие Небесное» |
| Открытие года                                                                                             | • Василий Сигарев (режиссёр) — «Волчок» |